# 宋昭藝
宋昭藝（1995年10月27日—），原名张溪，中国女歌手、舞者，國家一級健美操運動員。生於山东淄博，毕业于西南交通大學。她在西南交通大学期间担任过校啦啦操队队长以及翻跳舞蹈團體孫子團成員。曾為樂華娛樂旗下练习生，選秀節目《創造101》及《青春有你2》選手。

## 經歷
张溪出生于中国山东省淄博市，从小开始接触音乐和舞蹈。五岁半，她被体操教练选进省队训练。她在小学阶段成功考取钢琴十级，初中阶段对拉丁舞产生兴趣。到了高中，她开始接触健美操，并于高二年获得健美操国家一级运动员的证书。2014年，张溪进入西南交通大学公共事业管理学院就读。她的能力与担当得到了老师的认可，由此成为西南交通大学啦啦操队队长。
2015年，张溪参加了腾讯应用宝“玩美女主”全国总决赛，并成功当选腾讯应用宝品牌代言人。同年7月，与陈伟霆合作拍摄腾讯应用宝广告片。10月，与校友董昱昆合作的单曲《玻璃心》上线。2016年12月，率领西南交通大学啦啦操队夺得“2016高校啦啦操大赛”冠军。
2018年4月，与孟美岐、吴宣仪以樂華娛樂七人練習生組合YHGIRLS的名義參加騰訊視頻青春成長類綜藝節目《創造101》。在第一次公演中與以孟美岐為中心的隊伍表演了《撐腰》。在第二次公演中擔任李子璇隊的表演典目《海草舞》C位。2019年，担任同門師兄朱正廷MV《Flip》的女主角。
2020年，改名“宋昭艺”，以樂華娛樂五人練習生組合DAYLIGHT的名義參加《青春有你2》，在第一次位置测评中担任表演曲目《别问很可怕》c位，并获得组内第一名。最终止步于39名，无缘第三轮比赛。

## 音乐作品

### 单曲
| 年份   | 名稱                                                          | 備註                     |
| ------ | ------------------------------------------------------------- | ------------------------ |
| 2015年 | 玻璃心                                                        | 与董昱昆合唱             |
| 2020年 | 《让世界充满爱》 （合作演唱者：《青春有你》第二季其余训练生） | 青春有你“战疫”MV         |
| 2020年 | 《YES! OK!》 （合作演唱者：《青春有你》第二季其余训练生）     | 《青春有你》第二季主题曲 |

### 创造101时期
| 发行时间 | 歌曲名称（歌曲说明）                            | 原唱者        |
| 2018     | 《Goodbye Baby》 （初舞台）                     | Miss A        |
| 2018     | 《撑腰》（第一次公演、与孟美岐等选手参演）      | 罗志祥        |
| 2018     | 《创造101》（同名主题曲）                       | 创造101练习生 |
| 2018     | 《海草舞》（《创造101》第二次位置测评竞演歌曲） | 萧全          |

### 青春有你2时期
| 发行时间 | 歌曲名称（歌曲说明）                                        | 原唱者          |
| 2020     | 《是秘密啊》 （初舞台）                                     | 宇宙少女        |
| 2020     | 《别问很可怕》（爱奇艺《青春有你2》学员考核位置测评歌曲）   | J.Sheon         |
| 2020     | 《Yes! Ok!》（爱奇艺《青春有你2》主题曲）                   | 青春有你2训练生 |
| 2020     | 《十面埋伏2》（爱奇艺《青春有你2》学员小组竞演歌曲）        | 艾菲／李斯丹妮  |
| 2020     | 《我怎么这么好看》（爱奇艺《青春有你2》小组练习室复仇歌曲） | 大张伟          |

## 影视作品

### 综艺节目
| 年份 | 電視台   | 節目名稱   | 備註               |
| ---- | -------- | ---------- | ------------------ |
| 2018 | 騰訊視頻 | 創造101    | 學員/訓練生        |
| 2020 | 愛奇藝   | 青春有你2  | 學員/訓練生        |
| 2020 | 愛奇藝   | 青春加點戲 | 青春有你2 衍生團綜 |

### 电视剧
| 年份   | 劇名稱           | 角色        | 備註     |
| ------ | ---------------- | ----------- | -------- |
| 2022年 | 虚颜             | 十七／沈沁  | 網絡短劇 |
| 2023年 | 我的宠妃大人     | 蘇月        | 網絡短劇 |
| 2023年 | 我親愛的白月光   | 方敏        | 網絡短劇 |
| 2024年 | 难寻             | 花娥]       | 網絡短劇 |
| 2024年 | 循环恋爱中       | 朱念/李小檀 | 網絡短劇 |
| 2024年 | 吾家才女初長成   | 杜雅琴      | 網絡劇   |
| 2024年 | 永夜星河         | 小綰        | 網絡劇   |
| 2024年 | 凤懿天下         | 凤懿        | 網絡短劇 |
| 2025年 | 不负将军不负卿   | 宁德郡主    | 網絡短劇 |
| 2025年 | 我来自未来       | 宋星月      | 網絡短劇 |
| 2025年 | 你是我的正午暖阳 | 纪熠然      | 網絡短劇 |
| 2025年 | 魔女的秘密契约   | 夏欣怡      | 網絡短劇 |
| 2025年 | 此生皆欢喜       | 大欢        | 網絡短劇 |
| 待播   | 亲亲客栈不能亲   |             | 網絡劇   |
| 待播   | 荣华令           | 黎星婉      | 網絡短劇 |
| 待播   | 暗渡春华         | 金枝        | 網絡短劇 |

### 微电影
| 年份 | 播出平台 | 名稱         | 備註 |
| ---- | -------- | ------------ | ---- |
| 待播 |          | 你好，青春期 |      |